# Antodynerus oppugnator
Antodynerus oppugnator är en stekelart som först beskrevs av Giordani Soika 1937.  Antodynerus oppugnator ingår i släktet Antodynerus och familjen Eumenidae. Inga underarter finns listade i Catalogue of Life.